# Polyscias macrocarpa
Polyscias macrocarpa är en araliaväxtart som först beskrevs av William Raymond Philipson och Bui, och fick sitt nu gällande namn av Lowry och G.M.Plunkett. Polyscias macrocarpa ingår i släktet Polyscias och familjen Araliaceae. Inga underarter finns listade.